# Operazione Malta Due
Am 26. Juli 1941 kam es im Rahmen des Zweiten Weltkrieges zu einem italienischen Angriff auf den Hafen von Valletta auf Malta. Diese Operation wurde von einem spezialisierten Kleinkampfmittelverband der italienischen Marine, der Decima Flottiglia MAS, unter dem Namen Operazione Malta Due (dt.: „Operation Malta Zwei“) durchgeführt. Die Ereignisse sind auf Malta auch als Battle of Grand Harbour (dt.: „Schlacht von Grand Harbour“) oder, auf Maltesisch, L-Attakk ta’ l-E-Boats (dt.: „Angriff der Sprengboote“) bekannt.
Ziel des italienischen Angriffs gegen den Hafen war die Versenkung der auf Malta stationierten Kriegsschiffe und Unterseeboote der Royal Navy und damit die Schwächung der britischen Kräfte im Mittelmeer. Die Operation schlug jedoch vollkommen fehl, erreichte keines ihrer Ziele und führte unter anderem zum Verlust der gesamten Führung der Decima MAS.

## Vorgeschichte

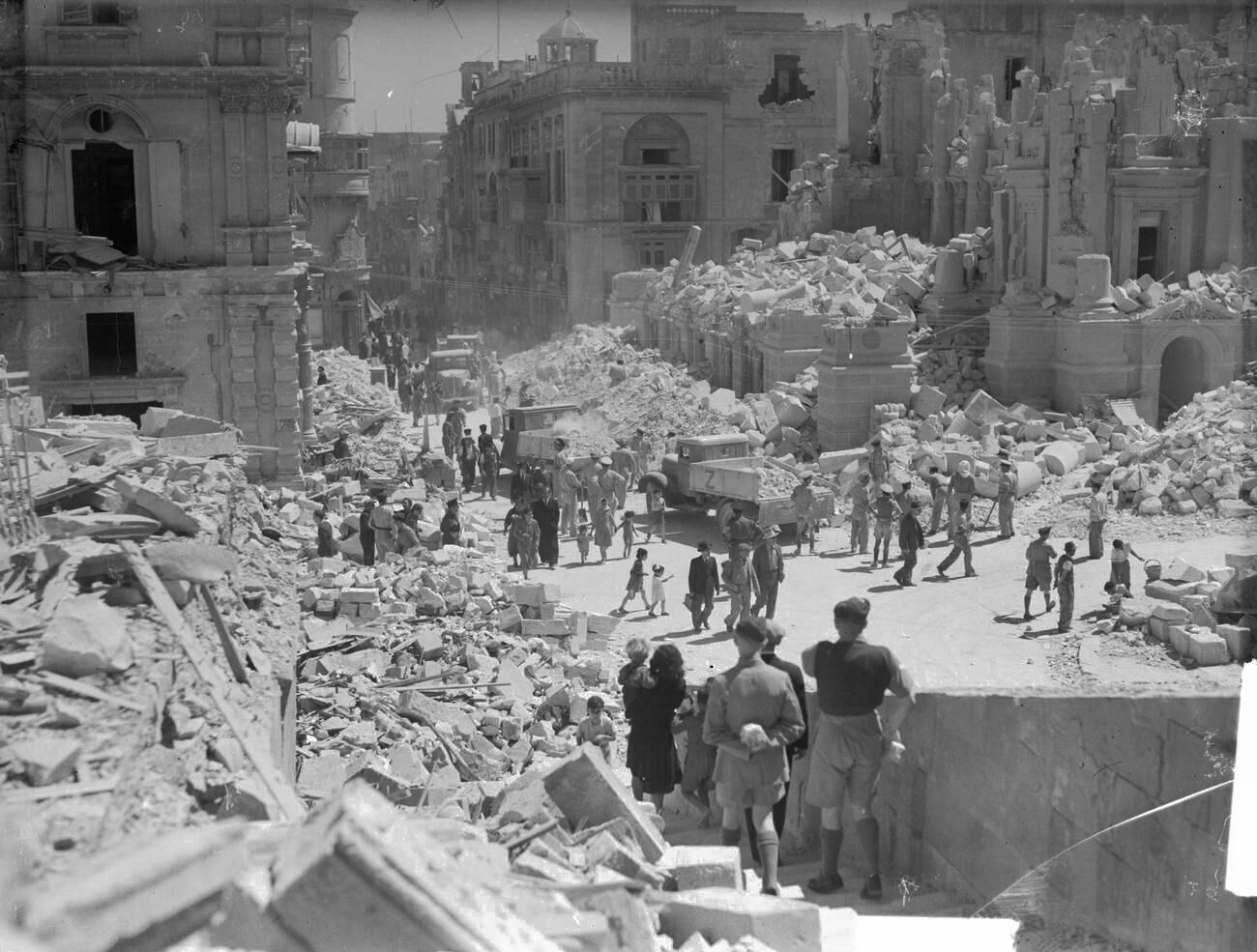
Bombentrümmer auf Malta nach einem deutsch-italienischen Luftangriff auf Valletta, 1941

Während des Zweiten Weltkrieges waren die Ereignisse im Mittelmeer dadurch geprägt, dass die Achsenmächte von ihren Kerngebieten Italien, besonders der Insel Sizilien und der südlichsten Spitze Kalabriens, ihre Feldzüge an der Südküste des Mittelmeers unterstützen mussten. Bereits seit dem Beginn des Krieges gab es in Nordafrika heftige Kämpfe zwischen der von Italienisch-Libyen aus angreifenden italienischen Armee und den von Ägypten aus operierenden britischen Streitkräfte. Diese Kämpfe wurden durch die Entsendung des deutschen Afrikakorps im Februar 1941 nochmals intensiviert.
Bei der Unterstützung und Verstärkung der kämpfenden Einheiten in Nordafrika hatte Großbritannien jedoch den strategischen Vorteil, dass es eine Reihe von wichtigen Schlüsselstellungen und Stützpunkten rund um das Mittelmeer kontrollierte. Zu diesen strategischen Operationsbasen gehörten beispielsweise Gibraltar, Tobruk und Ägypten mit dem Sueskanal. Insbesondere die britische Kolonie Malta nahm bald eine zentrale Stellung im Rahmen dieser Stützpunktlinie ein. Genau in der Mitte des Mittelmeeres und auf halbem Weg zwischen den italienischen Heimatbasen und dem libyschen Kampfgebiet gelegen, war die Insel die wichtigste britische Basis zur Störung des Nachschubs der Achsenmächte. Insbesondere die von Malta aus operierenden Unterseeboote der 10. U-Boot-Flottille (Commander G.W.G. Simpson) störten die italienisch-deutschen Nachschubverbindungen nach Nordafrika empfindlich, indem sie verheerende Schläge gegen feindliche Konvois ausführten.
Wegen dieser strategischen Vorteile und der wichtigen Flottenstützpunkte auf der Insel lag Malta auch während des gesamten Laufes der Jahre 1940, 1941 und 1942 unter fast ununterbrochenen Luftangriffen; besonders in den frühen Kriegsjahren wurden die Hafenanlagen in Valletta und die Start- und Landebahnen sowie die militärischen Depots in Birkirkara heftig durch deutsch-italienische Flugzeuge bombardiert. Die Zeit ist deswegen als Belagerung von Malta bekannt. Früh entstand auf italienischer Seite die Idee, dabei auch die Spezialkräfte der Decima Flottiglia MAS (auch „X-MAS“ genannt) einzusetzen. Dieser Spezialverband sammelte die Kleinkampfmittel der italienischen Marine, mit denen diese bereits im Ersten Weltkrieg große Erfolge erzielt hatte und die auch im Zweiten Weltkrieg bei anderen Gelegenheiten sehr effektiv eingesetzt wurden. Ein erster Nachtangriff durch mit Sprengstoff ausgerüsteten Booten war als Operazione Malta für Mai 1941 geplant, wurde dann jedoch auf die Nacht vom 29. zum 30. Juni verschoben und schließlich wegen schlechten Wetters und technischer Probleme abgesagt.

## Operazione Malta Due

### Der italienische Plan

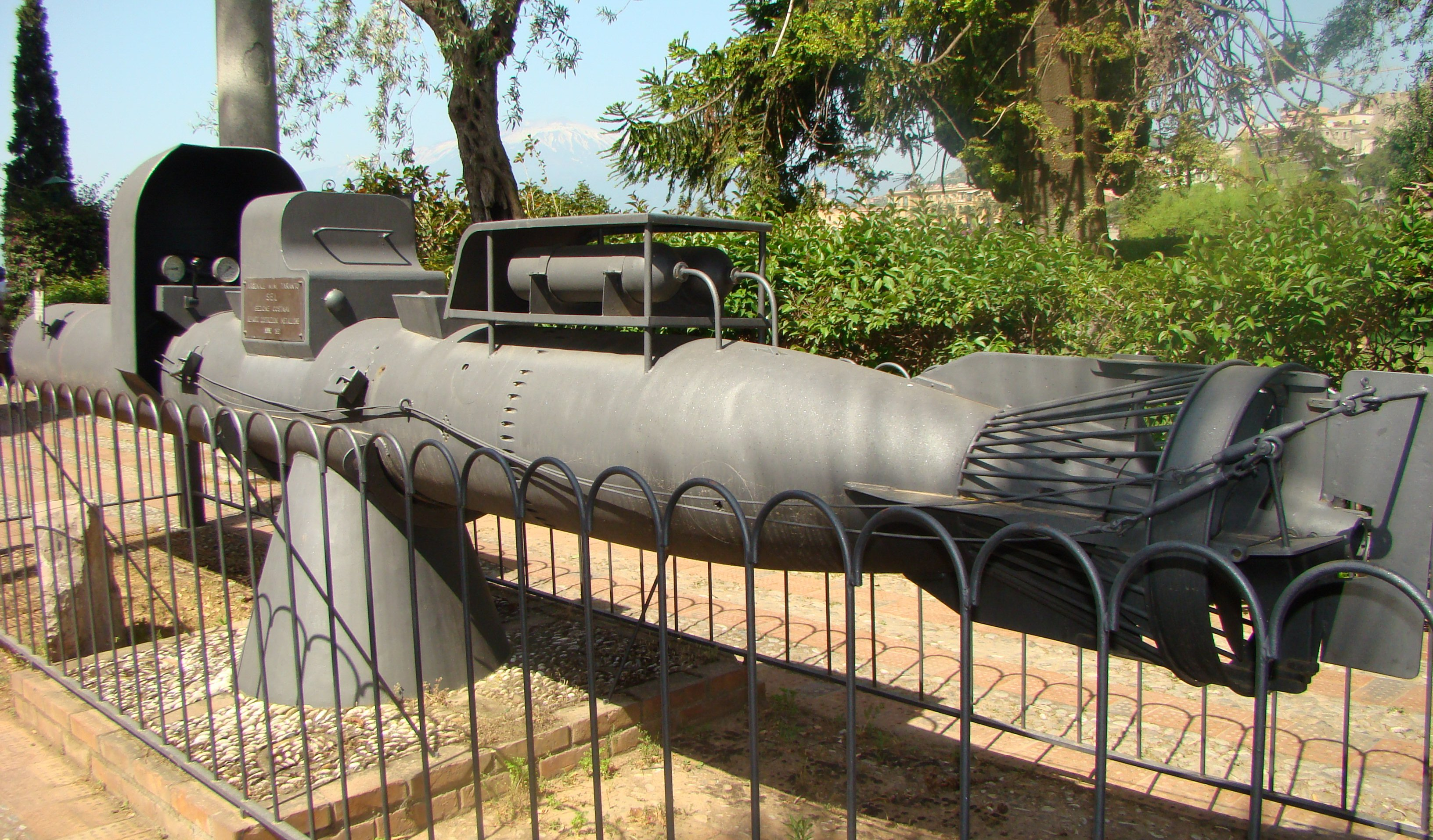
Ein bemannter Torpedo vom Typ SLC-200

Einen Monat später sollte ein zweiter Versuch unternommen werden. Der Plan sah die Beteiligung folgender Kräfte vor:
- der italienische Aviso Diana, die umgebaute und bewaffnete Privatyacht des italienischen Duce Benito Mussolini
- zwei Torpedoboote vom Typ Motoscafo Armato Silurante (MAS) (MAS-451 und MAS-452)
- neun Sprengboote vom Typ Motoscafo Turismo (MT)
- zwei bemannte Torpedos vom Typ Siluro a Lenta Corsa (SLC)
- zwei Unterstützungsboote vom Typ Motoscafo Turismo Lento (MTL) und Motoscafo Turismo Silurante (MTS)

Während der fehlgeschlagenen Operazione Malta waren die Boote vom Typ MT durch die Torpedoboote vom Typ MAS geschleppt worden, doch es hatte sich herausgestellt, dass die kleinen Boote nicht in der Lage waren, die Passage vom Stützpunkt der Decima MAS in Augusta auf Sizilien nach Malta selbstständig zu unternehmen. Diesmal sollten sie deswegen an Bord der Yacht Diana bis zu einem Punkt etwa 20 Seemeilen vor der Küste Maltas gebracht werden und dann dort für den Angriff ins Wasser gesetzt werden. Die beiden bemannten Torpedos vom Typ SLC wurden dabei an Bord ihres eigenen Mutterboots vom Typ MTL getragen, das Boot vom Typ MTS diente als Kommandoboot und Auffangstation für die Rückkehrer nach dem Angriff. Die Torpedoboote vom Typ MAS sollten die kleine Flottille vor britischen Angriffen schützen.

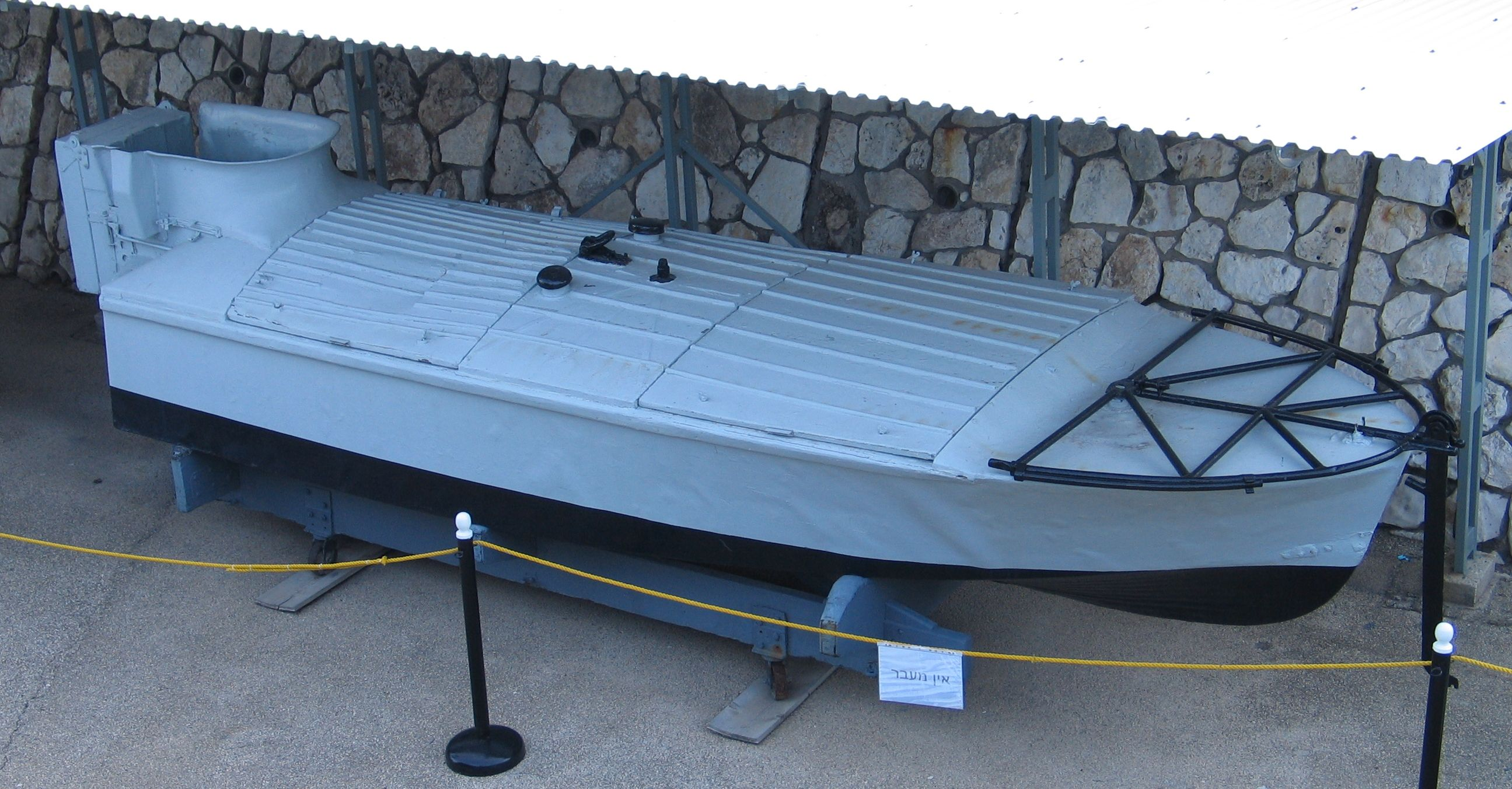
Ein Sprengboot vom Typ MTM, ähnlich den am 26. Juli 1941 verwendeten MT-Booten

Der Angriff wurde auf die dunkle Neumondnacht vom 25. zum 26. Juli angesetzt. Der Eingang zum Grand Harbour von Valletta war auf Höhe des Fort St Elmo durch eine Stahlbrücke, unter der sich eine schwere Netzsperre befand, verschlossen. Der Plan sah vor, dass nach dem Absetzen der kleinen Boote und der langsamen und leisen Annäherung zunächst einer der beiden bemannten Torpedos seinen Sprengkopf an der Netzsperre platzieren und diese damit sprengen sollte. Der andere SLC sollte die U-Boote der Royal Navy in Marsamxett Harbour angreifen, beide Torpedos sollten sich nach Abwurf ihrer Sprengköpfe zum Sammelpunkt zurückziehen. Nach der Sprengung der Netzsperre sollten die neun MT-Boote in schneller Fahrt in den Hafen eindringen und die dort ankernden Kriegs- und Frachtschiffe angreifen. Die Sprengboote wurden eingesetzt, indem sie von ihren Piloten auf ein Ziel ausgerichtet und auf hohe Geschwindigkeit beschleunigt wurden. Etwa 100 Meter vor dem Aufprall sprang der Pilot ab und rettet sich schwimmend an Land (oder zum wartenden Boot vom Typ MTS). Das Boot selbst trug eine 300 Kilogramm schwere Sprenglandung, die durch einen Aufschlagzünder ausgelöst beim Aufprall oder kurz danach durch einen Tiefenzünder ausgelöst explodierte und das Ziel zerstören sollte.
Insgesamt drei Luftangriffe der Italienischen Luftwaffe sollten während der Operation zur Ablenkung der britischen Verteidiger und gleichzeitig Orientierungshilfe für die Sprengboote stattfinden. Nach erfolgreicher Durchführung sollten die Besatzungen der SLCs und eventuell schwimmend entkommene MT-Piloten von den beiden Torpedobooten aufgenommen und zurück nach Augusta gebracht werden. Es wurde in Kauf genommen, dass einige MT-Piloten sich nur an die Küste Maltas retten konnten und in Kriegsgefangenschaft geraten würden, der Einsatz der Sprengboote und der bemannten Torpedos war jedoch nicht als Selbstopferkommando gedacht. So war es beispielsweise wenige Wochen zuvor, am 26. März 1941, zu einem Angriff auf die Souda-Bucht auf Kreta gekommen, bei dem sechs Boote vom Typ MT unter anderem den britischen Schweren Kreuzer York versenkt hatten, und den alle sechs Sprengbootpiloten überlebten.

### Die Verteidiger
Die Verteidigung Maltas gegen Angriffe von See wurde von Einheiten der British Army und vor allem der Royal Malta Artillery geführt. Für Operazione Malta Due relevant waren vor allem die auf Fort St Elmo stationierten neun Geschützstellungen der 3rd Coastal Battery der Royal Malta Artillery. Diese RMA-Batterie stand unter dem Kommando von Colonel (Oberst) Henry Ferro. Bei den Geschützen handelte es sich um leichte 6-Pfünder-Doppelgeschütze mit einer Reichweite von etwa 5.500 Yards. Die 3. Batterie verfügte auf St Elmo außerdem auch über schwere Küstengeschütze in den Kalibern 9,2 und 6 Inch, die jedoch nicht auf kleine Ziele im Nahbereich feuerten. Des Weiteren gab es rund um den Hafen mehrere Maschinengewehrstellungen, von denen eine später in das Gefecht eingriff, und vor allem eine Reihe von Suchscheinwerfern, die zum Auffinden der Ziele dienten.
Die Kräfte der Royal Air Force auf Malta unterstanden Group Captain (Oberst) Hugh Pughe Lloyd, in der Nacht des Angriffs wurden Hawker Hurricanes des 126th und des 185th Squadrons eingesetzt.

### Verlauf des Angriffs: Die Netzsperre

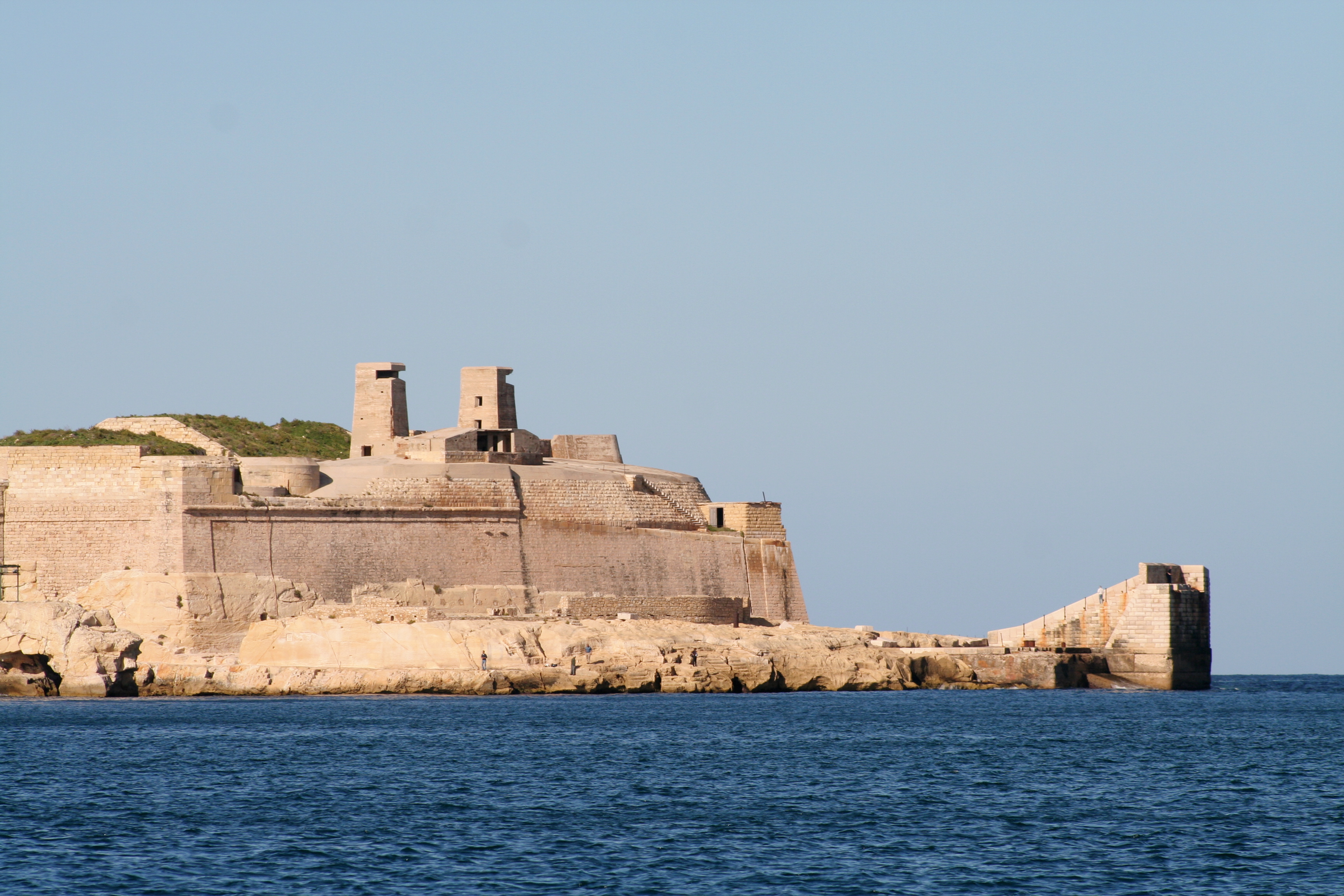
Fort Saint Elmo bewacht den Eingang zum Grand Harbour. Der „Sporn“ ganz rechts im Bild ist der Rest der Stahlbrücke, unter der die Netzsperre verlief.

Durch eine Radarstation auf Malta wurde die Diana bereits beim Absetzen der Sprengboote etwa gegen Mitternacht entdeckt. Das Radar konnte die kleinen Boote selbst allerdings nicht erkennen, und deswegen wusste man nach dem Abdrehen der Diana auf Malta nichts von dem bevorstehenden Angriff. Die Entdeckung der Diana führte jedoch zur Alarmierung der Geschützbesatzungen auf Fort St. Elmo, die dadurch zum Zeitpunkt des Angriffs in Bereitschaft waren.

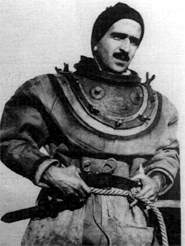
Major Teseo Tesei

Die gesamte Gruppe hatte sich bereits bei der Überfahrt von Sizilien verspätet und technische Probleme mit einem der MT-Boote (das schließlich für den Angriff ausfiel) und vor allem mit einem der SLC-Torpedos verzögerten den Angriff weiter. Da dieser unbedingt zeitgleich mit einem Ablenkungsangriff der Luftwaffe, der für 04:30 Uhr geplant war, erfolgen sollte, war es schließlich eigentlich zu spät für die SLC, ihre Sprengköpfe zu platzieren und sich vor der Explosion in sichere Entfernung zurückzuziehen. Der Kommandant eines der beiden Zwei-Mann-Torpedos war Maggiore (Major) Teseo Tesei, einer der beiden Entwickler dieser Waffe. Er entschied, den Angriff dennoch durchzuführen und die Sprengung zum geplanten Zeitpunkt auszulösen, selbst wenn er dabei ums Leben kommen sollte.
Die Italiener hatten jedoch nicht bemerkt, dass eine Strömung sie während der Reparaturversuche am beschädigten SLC von ihrem geplanten Startpunkt abgetrieben hatte. Als Tesei auf seinem SLC startete, konnte er nicht wie geplant navigieren, und fand die Netzsperre von St. Elmo nicht. Auch das zweite SLC, das trotz der technischen Probleme einige Minuten später dennoch startete, fand sein Ziel nicht. Der unbemerkte Abdrift betraf auch die Gruppe der verbliebenen acht MT-Sprengboote und beeinflusste auch ihre Annäherung an das Ziel.
Als die Netzsperre nicht zum geplanten Zeitpunkt durch eine Explosion zerstört worden war, entschied der Führer der MT-Boot-Gruppe, den für diesen Fall vorgesehenen Alternativplan durchzuführen. Zwei der acht MT-Boote sollten nun ihre Sprengladungen gegen die Netzsperren einsetzen, die anderen sollten dann folgen. Das erste MT-Boot fuhr jedoch zu langsam gegen die Sperre, so dass seine Zünder nicht ausgelöst wurden – das Boot blieb einfach im Netz hängen, ohne dass die Briten es bemerkten. Deswegen entschied der zweite Pilot, sein Boot mit voller Kraft gegen die Stahlbrücke zu steuern, ohne zuvor in sicherer Distanz abzuspringen. Er starb bei der Explosion seines Boots, die auch die Ladung des anderen Bootes zündete. Die gemeinsame Explosion der beiden schweren Sprengladungen war jedoch so stark, dass eine Hälfte der Stahlbrücke einstürzte und im Hafeneingang liegen blieb. Damit war der einzige für die MT-Boote nutzbare Eingang zum Grand Harbour nun durch ein unüberwindbares Hindernis blockiert – zu diesem Zeitpunkt war Operazione Malta Due gescheitert.
Die Explosion an der Netzsperre alarmierte sofort alle Geschützbesatzungen und Suchscheinwerferstellungen im Bereich des Hafeneingangs. Als erstes Ziel entdeckte eines der leichten Geschütze Teseo Teseis SLC und eröffnete das Feuer. Beide Piloten wurden getötet und der bemannte Torpedo versenkt. Indessen fuhren die sechs verbliebenen MT-Boote dicht an die britischen Befestigungen heran, nur um im letzten Moment erkennen zu müssen, dass der Eingang versperrt war. Zwei Boote wurden zerstört, ein weiteres bewegungsunfähig geschossen, die anderen konnten abdrehen, erlitten jedoch Beschädigungen.

### Verlauf des Angriffs: Kampfhandlungen vor der Küste
Nach dem Scheitern des Durchbruchversuchs herrschte bei den Besatzungen der verbliebenen vier MT-Boote und der beiden MAS-Torpedoboote Unklarheit darüber, was zu tun sei. Während einige sich für den Rückzug entschieden oder ihre Boote versenkten und sich schwimmend an Land retteten, versuchten andere einen erneuten Angriff auf sich möglicherweise bietende Ziele außerhalb der Netzsperre. Dabei gerieten sie erneut unter Beschuss durch die Küstengeschütze. Der gravierendste Zwischenfall ereignete sich, als eine einzelne Granate eines leichten Geschützes zufällig MAS-452 traf, das – eigentlich deutlich außerhalb der Geschützreichweite – das Geschehen beobachtete. Die Granate drang bis in den Innenraum vor und detonierte dort. Die Explosion tötete acht Italiener, darunter den Kommandanten der Decima Flottiglia MAS, Capitano di Fregata (Fregattenkapitän) Vittorio Moccagatta, seinen Stellvertreter, Capitano di corvetta (Korvettenkapitän) Giorgio Giobbe, und den Stabsarzt der Flottille, Bruno Falcomata. Die elf anderen Italiener an Bord von MAS-452 konnten an Bord des MTS fliehen.

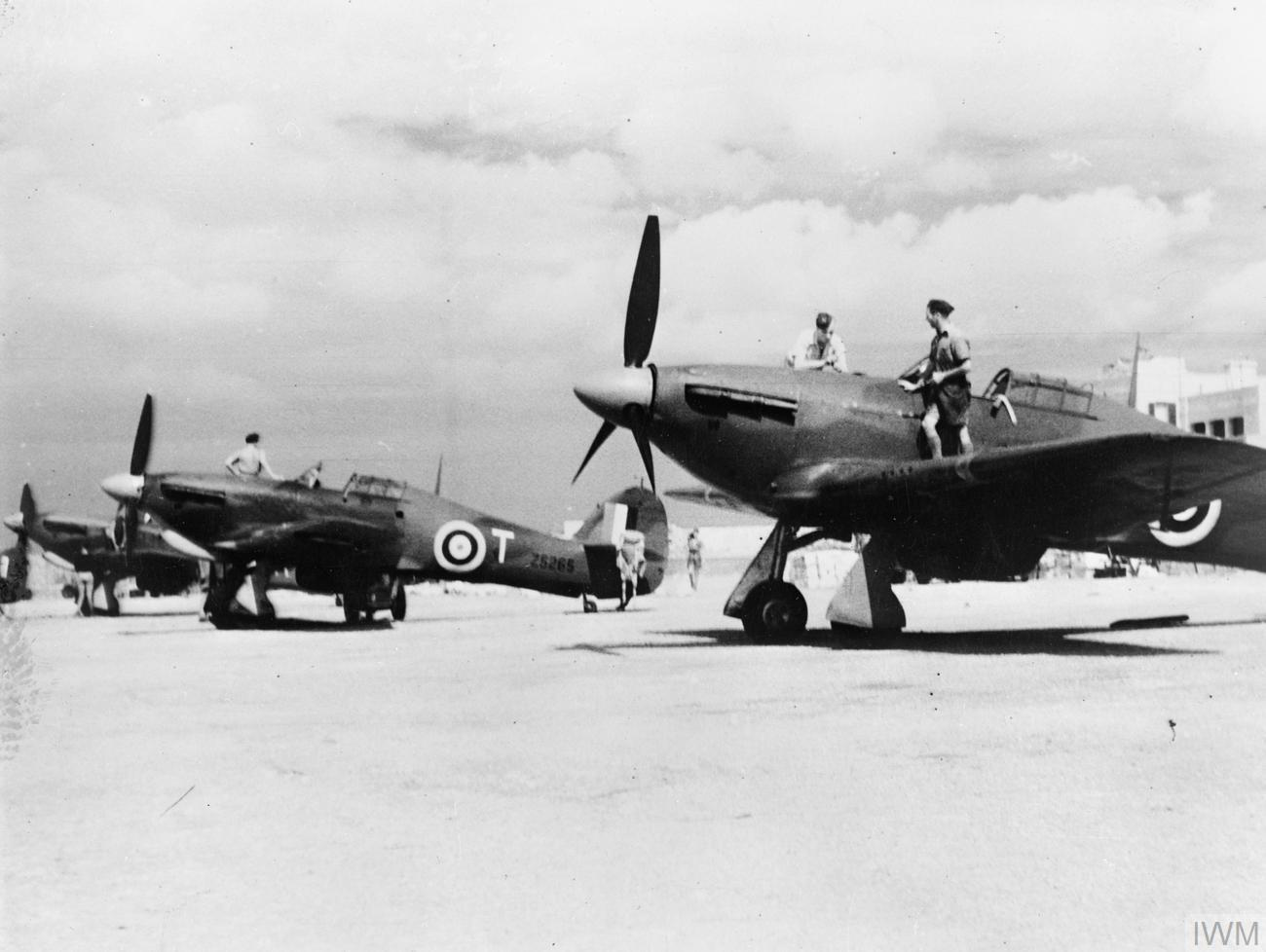
Hawker Hurricane der 185. Squadron auf Malta, 1941. Die Jagdflugzeuge des 185. und des 126. Geschwaders zerschlugen die Reste des italienischen Angriffs.

Indessen waren außerdem von Malta aus mehrere Hawker Hurricane gestartet, welche die verbliebenen MT-Boote und auch MAS-451 angriffen. Von Sizilien aus gestartete italienische Macchi MC.200 griffen zur Verteidigung der Boote ein, wurden aber zurückgeschlagen. Die Hurricanes konnten alle anderen italienischen Boote ausschalten, bis auf das MTS, auf dem elf Überlebende von MAS-452 zum Treffpunkt mit der wartenden Diana entkamen.

## Fazit und weiteres Geschehen
Der Angriff der Decima MAS vom 26. Juli 1941 muss als vollkommen gescheitert bezeichnet werden. Keines der Ziele in den beiden Häfen von Malta wurde erreicht. Insgesamt 17 Italiener wurden getötet, darunter die Führungsspitze der Decima MAS, 18 kamen in Kriegsgefangenschaft – außerdem verstarb einer der elf Überlebenden einige Tage später aufgrund seiner erlittenen Verwundungen. Neben den neun MT-Booten, die sowieso als Verluste eingeplant waren, gingen auch zwei SLCs, deren Mutterboot, zwei Torpedoboote und zwei Jagdflugzeuge MC.200 verloren. Kein einziges der 19 am Angriff beteiligten Mitglieder der Decima MAS kehrte nach Italien zurück – zehn waren gefallen, neun gerieten in Kriegsgefangenschaft. Dieser personelle Verlust von vier zentralen Führungsoffizieren, darunter dem Entwickler der SLC, schwächte die Einheit entscheidend und verzögerte weitere Operationen.
Auf britischer Seite ging nur eine Hurricane verloren, deren Pilot sich jedoch an Bord des aufgegebenen Torpedoboots MAS-452 retten konnte und unverletzt zurückkehrte. Außerdem gelang es der Royal Navy, eines der MT-Boote (MT-16, das wegen technischer Probleme nicht zum Angriff gekommen war) nahezu unbeschädigt in den Hafen zu bringen. Es diente ihr als wichtiges Anschauungsobjekt bei der Entwicklung eigener Sprengboote. Zwar war die Brücke über den Eingang zum Grand Harbour zerstört worden, die Blockade betraf jedoch nur die Hälfte des Eingangs und sperrte nicht die Passage für größere Schiffe, sie konnte außerdem bald beseitigt werden.
Die italienischen und deutschen Angriffe gegen Malta gingen in den folgenden Monaten unvermindert weiter. Auch die Decima Flottiglia MAS führte noch vier weitere Operationen gegen Malta aus, die jedoch keine direkten Angriffe mehr vorsahen, sondern das Ziel hatten, Spione (bei zwei Gelegenheiten) und Kampfschwimmer (bei den beiden anderen Gelegenheiten – diese Einsätze wurden wegen schlechten Wetters abgesagt) abzusetzen. Die italienische Marine zog aus dem katastrophalen Ausgang der Operazione Malta Due die Lehre, die verwundbaren MT-Boote bzw. ihre Nachfolger der Typen MTM nicht mehr in offensiven Angriffen auf befestigte Häfen einzusetzen, sie wurden im weiteren Verlauf des Krieges nur noch zur Küstenverteidigung eingesetzt. Die bemannten Torpedos vom Typ SLC dagegen führten noch mehrere sehr erfolgreiche Operationen durch; am wirkungsvollsten war sicherlich der Angriff auf den Hafen von Alexandria in der Nacht vom 18. auf den 19. Dezember 1941, bei dem die Schlachtschiffe Queen Elizabeth und Valiant schwer beschädigt wurden.